# Viteză limită
Pentru un termen similar din legislația rutieră, vezi Viteză limită legală.
În fizică, viteza limită sau viteza terminală, reprezintă viteza constantă de cădere a unui corp (punct material) în câmp gravitațional la care forța ce se opune mișcării este egală cu forța de greutate. Până la atingerea acestei viteze, căderea corpului este accelerată cu o accelerație care scade odată cu creșterea vitezei. La momentul atingerii vitezei limită, accelerația se anulează datorită realizării echilibrului forțelor ce acționează asupra corpului și mișcarea devine în continuare uniformă. La căderea corpurilor solide în atmosfera terestră, forța de rezistență care se opune mișcării este dată de rezistența manifestată de aer; la căderea corpurilor lichide, această rezistență este dată forța Stokes.